# .ລາວ
.ລາວ является вторым национальным доменом верхнего уровня для Лаоса.
В 2008 году была подана предварительная заявка на открытие интернационализированного домена верхнего уровня .ລາວ (название Лаоса на лаосском языке). В 2019 году этот домен верхнего уровня был утвержден. Он предназначен для использования с доменными именами на лаосском языке.